# Zignoëlla hysterioides
Zignoëlla hysterioides är en svampart som först beskrevs av Curr. ex Cooke, och fick sitt nu gällande namn av Pier Andrea Saccardo 1891. Zignoëlla hysterioides ingår i släktet Zignoëlla och familjen Chaetosphaeriaceae.   Inga underarter finns listade i Catalogue of Life.